# Szivák Imre
Szivák Imre (Kiskunfélegyháza, 1849. szeptember 8. – Budapest, 1912. március 20.) jogi doktor, országgyűlési képviselő, az ügyvédi kamara elnöke.

## Élete
Jogi tanulmányainak befejezése után, 1872-ben a Jász-Kun kerületek törvényhatóságánál aljegyzővé, 1875-ben pedig szülőföldjén országgyűlési képviselővé választották meg. 1878-ban a boszniai okkupáció és az Ausztriával való kiegyezés miatt a Szabadelvű Pártból kilépett és az 1877–78-as delegációban is mint az ellenzék tagja vett részt; az 1878. évi választásoknál az akkori egyesült ellenzékhez csatlakozott, azonban kisebbségben maradt és csak később, mint a Szabadelvű Párt tagja választatott meg újra Csongrádon hétszer, Fehértemplomban pedig négyszer.
A Házban a közigazgatási és igazságügyi kodifikáció kérdéseiben vett tevékeny részt, különösen mint az igazságügyi bizottság előadója szerkesztette 1889-ben az örökjogi törvényjavaslatról szóló kódex jelentőségével bíró jelentést, ő tette meg a politikai harcok bevezetését képező ismert határozati javaslatát az állami anyakönyvek behozatala iránt. Pest megye, majd a főváros törvényhatósági bizottságának s a vallás és tanulmányi alap ellenőrző bizottságának kinevezett tagja volt. Előadója volt a házközösségi törvényjavaslatnak, szerkesztette a ház feliratát az 1848-as törvények szentesítését megünneplő törvényjavaslat elfogadása alkalmával; mint az Erzsébet királyné emlékéről szóló törvényjavaslat előadója, ő tartotta a ház gyászülésén az emlékbeszédet, tevékeny részt vett a parlamenti reform művében, mint a kúriai bíráskodási törvény előadója és az összeférhetetlenségi törvény legelső javaslatának egyik kidolgozója az albizottságban. A numizmatikai társulat tiszteletbeli elnöke volt. Elnöke volt a mentelmi bizottságnak és tagja a választási törvény reformja ügyében egybehívott szaktanácskormánynak. Az ügyvédi kamarának 1902-től 1912-ig elnöke.
A Szabadelvű Pártból több társával kilépve, az új disszidensek pártját alkották meg, akikkel aztán a régi disszidensek (Andrássy Gyula gróffal, mint vezérrel) később az alkotmánypártot alapították. Az 1906. évi választások alkalmával Orczyfalván választották meg Boku Sevér román nemzetiségi ellenében. A mentelmi és az igazságügyi bizottság tagja volt.
Szivák mint jogász azokkal az aktuális kérdésekkel foglalkozott, amelyeket a haladó jogfejlődés vetett napirendre, vagy amelyek a jövő reform feladatát képezték. Részt vett Csemegi Károllyal és Fayer Lászlóval a Magyar Jogászegylet megalapításában, amelynél a pénztárnoki tisztséget 18 évig töltötte be. Az 1875. évi fúzió után sorra kerülő jogi természetű törvényhozási alkotásokban főképp a közigazgatás reformja kérdésében fejtett ki beszédeivel és cikkeivel nagyobb tevékenységet; ugyanezen időszakban erősebb irodalmi mozgalmat indított a bagatell eljárás ügyvédellenes irányzata ellen. A különleges jogrendszerek közül sokat dolgozott a jászkunok redempcionális birtokviszonyai, majd a határőrvidéki házközösségek kérdéseiben. Később törvényjavaslatot dolgozott ki a hazai gyógyfürdőket szolgáló kisajátítási jogról, majd a műemlékek védelmét célzó Lex Pacca-ról tett közzé tanulmányt.
Az 1880-as években az örökjogi törvényjavaslatnak volt előadója és erről szerkesztett jelentése nagyobb formában jelent meg és hatással volt az újabb fejlődésre. Részt vett az összeférhetetlenségi törvény javaslatának megszerkesztésében. Majd előadója volt a kúriai bíráskodásról szóló javaslatoknak. Az ügyvédi kérdésekben a Házban és a Szabadelvű Párt körében erős mozgalmat indított, főképpen az ügyvédi nyugdíj mellett és az új perrendtartásnak ügyvédellenes intézkedései ellen; ez irányban is többször felszólalt. Részt vett a választói jog reformjára vonatkozó törvényhozási előmunkálatokban. Hatályosan közreműködött, mint országgyűlési képviselő és az ügyvédi kamarának és az országos ügyvédi kongresszusnak elnöke, az országos ügyvédi gyám- és nyugdíjintézet létesítésén, ami aztán az 1908. évi 40. törvénycikkel biztosítva 1909. január 1-jén életbe lépett és ennek elnökévé is az ország ügyvédsége őt választotta meg. Ez időtájt tüntette ki ő felsége a Szent István-rend kiskeresztjének adományozásával. 1910-től munkapárti programmal volt képviselő.

## Főbb művei
- Országgyűlési képviselőválasztás és curiai bíráskodás codexe... Közjogi anyaggyűjtemény. Budapest, 1901
- Az alkotmányjogi biztosítékokról. (Állambíróság stb.) Politikai és közjogi tanulmány. Athenaeum, Budapest, 1906